# Nuevo Orizaba
Nuevo Orizaba är en ort i Mexiko.   Den ligger i kommunen Benemérito de las Américas och delstaten Chiapas, i den sydöstra delen av landet, 1 000 km öster om huvudstaden Mexico City. Nuevo Orizaba ligger 179 meter över havet och antalet invånare är 971.
Terrängen runt Nuevo Orizaba är platt. Runt Nuevo Orizaba är det ganska glesbefolkat, med 25 invånare per kvadratkilometer. Nuevo Orizaba är det största samhället i trakten. I omgivningarna runt Nuevo Orizaba växer i huvudsak städsegrön lövskog.